# Club Deportivo Tenerife 2022-2023
Questa voce raccoglie le informazioni riguardanti il Club Deportivo Tenerife nelle competizioni ufficiali della stagione 2022-2023.

## Organico

### Rosa 2022-2023
Aggiornata al 7 febbraio 2023.
| N. |                        | Ruolo | Calciatore      |
| -- | ---------------------- | ----- | --------------- |
| 1  | Spagna (bandiera)      | P     | Juan Soriano    |
| 2  | Spagna (bandiera)      | C     | Aitor Buñuel    |
| 3  | Spagna (bandiera)      | D     | Kike Salas      |
| 4  | Spagna (bandiera)      | D     | José León       |
| 5  | Spagna (bandiera)      | D     | Sergio González |
| 6  | Spagna (bandiera)      | C     | Álex Corredera  |
| 7  | Spagna (bandiera)      | A     | Elady Zorrilla  |
| 8  | Spagna (bandiera)      | C     | Javi Alonso     |
| 9  | Spagna (bandiera)      | A     | Borja Garcés    |
| 10 | Inghilterra (bandiera) | C     | Samuel Shashoua |
| 11 | Ghana (bandiera)       | A     | Mo Dauda        |
| 13 | Spagna (bandiera)      | P     | Javi Díaz       |

| N. |                       | Ruolo | Calciatore            |
| -- | --------------------- | ----- | --------------------- |
| 14 | Spagna (bandiera)     | D     | Carlos Ruiz           |
| 15 | Spagna (bandiera)     | C     | Pablo Larrea          |
| 16 | Spagna (bandiera)     | C     | Aitor Sanz (capitano) |
| 17 | Spagna (bandiera)     | C     | Waldo Rubio           |
| 18 | Spagna (bandiera)     | A     | Enric Gallego         |
| 19 | Spagna (bandiera)     | A     | Iván Romero           |
| 20 | Spagna (bandiera)     | C     | José Ángel Jurado     |
| 21 | Danimarca (bandiera)  | D     | Riza Durmisi          |
| 22 | Francia (bandiera)    | D     | Jérémy Mellot         |
| 23 | Montenegro (bandiera) | D     | Nikola Šipčić         |
| 24 | Spagna (bandiera)     | D     | Nacho Martínez        |
| 31 | Spagna (bandiera)     | C     | Teto                  |